# ナチスの言語
ナチスの言語 (ドイツ語: Sprache des Nationalsozialismus) とは、ナチス時代に頻繁に使用され、国家と社会における言語慣用に多大な影響を与えたドイツ語の語彙や特定の公的な修辞を指す。単語の新造や既存の単語に新たな意味を持たせることも含まれる。どちらも一部は意図的につくられ、一部は十分に考慮されることなく定着した。
アドルフ・ヒトラーとヨーゼフ・ゲッベルスは、この言語の典型的な代表者と見なされている。両者は主に言語的攻撃を行うデマゴーグとして活動し、マスメディアを体系的にナチスのプロパガンダのために利用したため、その言語スタイルと語彙は広範に広まり、多くの公的な分野に浸透した。
この言語について今日、分析する際には、ナチスの言語慣用は、どれほど話者の政治的目標や意図の逆推を許すものなのか、という点が議論されている。

## 特徴

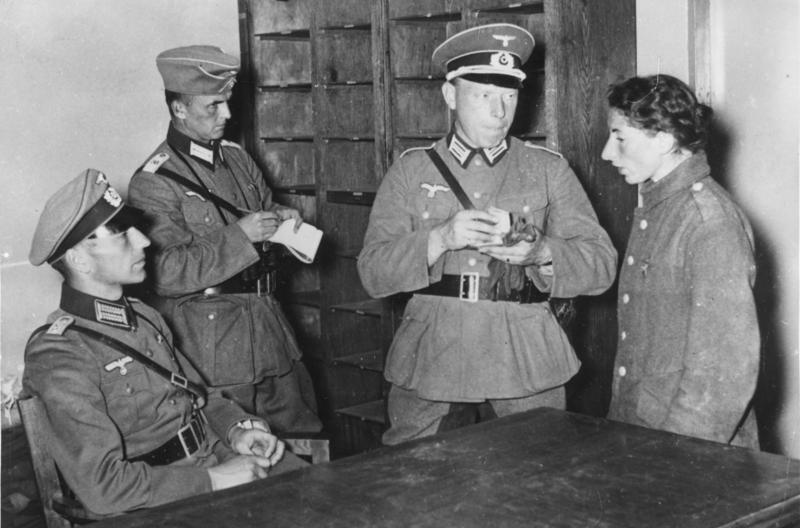
ナチスのプロパガンダ
「ポーランド、拘束したユダヤ女
説明：ユダヤの散弾銃所持の女 (Flintenweib) は、卑劣な殺人ギャングの頭目である。このワルシャワのゲットー・ユダヤ人、バイラ・ゲルブルング (Bajla Gelblung) なる者はブレスト＝リトフスク付近でドイツ軍部隊に捕縛された。ポーランド軍服を着用し逃走を図るも、残虐極まりない殺人ギャングの一つの頭目と判明した。紛うことなきユダヤ的厚顔無恥をもってしても、犯行を否認し通せはしなかった」。1939年9月21日発表。

- ナチスの言語では形容詞の最上級が頻出し、個人の「偉大さ」及び、もしくはその功績は「一回限りの (einmalig)」「唯一の (einzig)」「 巨大な (gigantisch)」「歴史的な (historisch)」「全面的な (total)」「途轍もない (ungeheuer)」などといった単語で強調された。ヒトラーは1940年に対フランス戦の迅速な勝利の後、国防軍最高司令部長ヴィルヘルム・カイテルから「史上最大の将帥 (Größter Feldherr aller Zeiten)」と称された（後に将校らは内輪でその頭文字を併せて「グレーファツ (Gröfaz)」とあだ名した）。
- その表向きの近代性と、事実そうであった科学技術への執心を強調すべく、ナチスは人々に急速に広まりつつあった電気工学の用語を、これとは関係のない関連に置いて使用した。「Anschluß（接続）→独墺合邦」「Gleichschaltung（電流を同種のものに切り換えること）→強制的同一化」。
- 科学の専門用語の一部を他の分野に転用し、他の意味を持たせる。こうして似非科学的に意味を変え、発言をあたかも科学的であるかのように見せかける。
- 価値観を伴わない科学技術的で事務的な表現が、殺害計画や残虐行為を隠蔽し、無害化する婉曲法のために利用されることがあった。例には「ヨーロッパの全ユダヤ人の殺害」に代わり「ユダヤ人問題の最終的解決」。
- ナチスのプロパガンダは、多くの用語、語法、その言語特徴を宗教の分野、特に教会の宗教言語から借用した。例には「永遠の (ewig)」「信仰告白 (Glaubensbekenntnis)」「ハイル （Heil, 幸福、繁栄）」。
- こうして公的儀式は教会の典礼に似通ったものになった。「群集」がヒトラーの呼びかけに応える「ジークハイル」は、形式としては教会の信者が典礼で行う賛同の応答に相当するものである。
- 政治的敵対者や少数派はナチスによって、何世紀もの伝統がある反ユダヤ主義や反セム主義の延長線上で、動物のメタファーを用いて表現されることがよくあった。人種主義は害虫駆除に例えられた。ヒトラーは『我が闘争』で書いている。「ユダヤ人とは典型的な寄生虫、有害な病原菌のように拡大するばかりで、具合の良い温床だけを求めるタダ飯喰らいであり、変わることはない[2]」。
- 一企業の労働者や会社員に、経営陣に対する「全従業員 (Belegschaft)」の意味で「Gefolgschaft, 従う者としての集合体」という語を用いることで、その従属的立場を明確にした（指導者原理も参照のこと）。
- 新設の組織に対しては、あたかも既に有名であるかのようにするべく、略称が氾濫した。例としてはBDM（Bund Deutscher Mädel, ドイツ女子同盟）、HJ（Hitlerjugend, ヒトラーユーゲント）、JM（Jungmädelbund, 少女同盟（英語版））、DJ（Deutsches Jungvolk, ドイツ少年団（ドイツ語版））、NSKK（Nationalsozialistische Kraftfahrkorps, 国民社会主義自動車軍団）、NSFK（Nationalsozialistische Fliegerkorps, 国民社会主義航空軍団）、KdF（Kraft durch Freude, 歓喜力行団）、DAF（Deutsche Arbeitsfront, ドイツ労働戦線）など。

## 言語統制

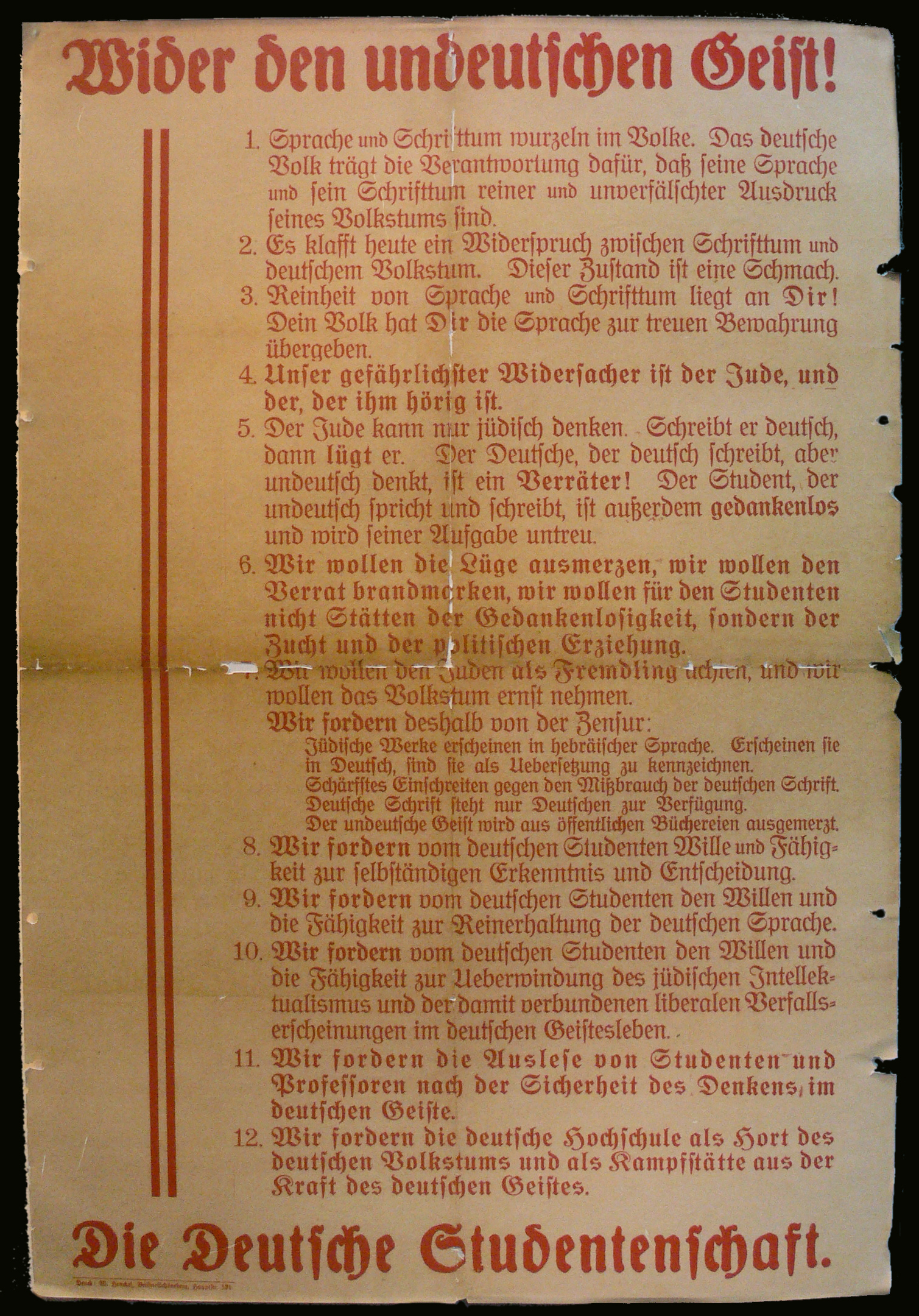
のビラ、1933年に焚書に際して配布された。大見出しは「非ドイツ精神に抗して」

1933年1月30日にナチ党が政権を獲得すると、既に同年3月には「帝国国民啓蒙宣伝省」(Reichsministerium für Volksaufklärung und Propaganda, RMVP) が新設され、ドイツ全土で新聞、文芸、造形芸術、映画、演劇、音楽の内容の統制の任に当たっていた。その手段として1933年9月に帝国文化院が設立され、ほとんど全ての文化の分野とメディアを統制した。帝国新聞院はその下部組織であった。ナチ党所有のメディア以外も、こうしてナチのイデオロギーを宣伝するための国家装置として利用可能となった。ここでは同省の検閲や助成が、ナチ党の意向に沿った形でのスポーツ、文化、劇映画の人物評の取り扱いに及ぶようになった。帝国映画院は、その人事政策を個々の映画制作にまで貫徹した。
国家的な言語検閲、言語操作のために、ナチ体制自らが「言語規制」という概念を作り出した。宣伝大臣ヨーゼフ・ゲッベルスの内々の指令が与えられ、新聞には、この種の検閲措置によってあらかじめ取り扱うテーマだけではなく、言語の使い方まで決められていた。とりわけユダヤ人迫害、ユダヤ人絶滅については、国家的措置の実際の目的を、ドイツの、また国外の世論から隠蔽するための用語が指令された。こうしたテロ行為、殺人行為に対しては、意識的に無害で、当たり障りのない、または肯定的な表現が使用されることが多々あった。こうすることで、この種の表現を平常の分野で登場させ、被害者による組織的抵抗を妨害することが意図されていた。

## 言語の使い方の政治的目標
語彙の使い方は、特にナチ党員以外の者に向けられ、党やその支配下にある当局が目指す所を確信させることを目的としていた。ごく一部のみ、ナチスの言語は、既に確信的ナチ党員（Parteigenossen, PGs「党同志」）の結束を強めることを目的としていた。ナチスによる国家装置の利用が増大するに応じて、より一層明らかに語彙や言語の使い方の特徴が全国民の生活に現れるようになっていった。話をする者がこの言語やこれに属する党の幹部から逃れられると感じることができるのは、多くは家庭の中だけであった。耳打ちプロパガンダや私的な会話は、戦時中には常に他人による監視の危険にさらされていた。以下に体系的、年代順その目的を列挙する。
- 主義主張を同じくする者を識別するための目印（特に1933年以前）
- 感情面の団結と価値共同体の創出
- 敵対者や被迫害者集団へのさらなる措置への覚悟を決めさせるために党内部の結束を固め、党員の士気を向上させること。極端な例としては、1943年10月のハインリヒ・ヒムラーによる「ポーゼン演説（ドイツ語版）」があり、これは大量殺人を後から正当化するものであった。
- 他の考えを持つ者の排除、威圧
- 1944年7月20日のヒトラー暗殺未遂事件の後、ドイツ国防軍にはヒトラーへの忠誠を示すべく「ヒトラー敬礼」が義務化された。それまで国防軍は唯一、ヒトラーへの個人崇拝から逃れられる領域と見なされていた（総統宣誓（ドイツ語版）も参照のこと）。
- 党の目標のプロパガンダ、特に党機関紙によるもの（『フェルキッシャー・ベオバハター』『デア・アングリフ』、その他はミュンヘンにあった党所有のフランツ・エーアー出版社を参照のこと。当時、一大新聞コンツェルンの頂点を築いていた）、また煽動的新聞『デア・シュテュルマー』。
- 内容のある立論を避けるための、およそ反論を封じる立論、文字通り Totschlagargument （直訳「故殺立論」）の意味である。

## 描写と分析

### 文学
既に1933年にカール・クラウスの『第三ヴァルプルギスの夜 (Die Dritte Walpurgisnacht)』が成立した。ここでは、ナチスのプロパガンダの言語が一貫してゲーテの思想世界に対置され、ナチスの言語の分析は、その後の成り行きを正確に予言したものであった。例えクラウスが十分に引用していたとはいえ（顕著な部分は論説『なぜ炉火が現われないのか (Warum die Fackel nicht erscheint)』雑誌「炉火」Bd. 890-905）、既に完成した作品の出版を最後の時点で諦め、そのため『第三ヴァルプルギスの夜』が出版されたのは、彼の死後、1952年のことであった。

### 文芸学
ロマンス語学、文芸学者のヴィクトール・クレンペラー (1881–1960) は、『第三帝国の言語「LTI」―ある言語学者のノート』（1947年刊行）において、1933年から1945年までのドイツの言語の総括を行った。書名はナチスの略語への偏愛をもじったものである。LTI とは Lingua Tertii Imperii（ラテン語）に由来し、意味は「第三帝国の言語」である。
ここでクレンペラーが主張したテーゼとは、人々に最大の印象を与えたものは、個々の演説、ビラ、単語や類似のもの、というよりも、むしろ一切の言葉の洪水のステレオタイプな繰り返し、というものであった。これらは暗示という意味での恒常的影響をもたらした、とされた。
1945年から1948年にかけて、ドルフ・シュテルンベルガー、ゲルハルト・シュトルツ、ヴィルヘルム・エマヌエル・ズュースキントが、雑誌「変化 (Die Wandlung)」で、ナチスの言語に対して、同様の言語批判を寄稿した。1957年にこれらは1冊の本にまとめられ、『人非人の辞書から (Aus dem Wörterbuch des Unmenschen)』という書名で出版された。

### 映画
1940年のチャールズ・チャップリンの映画『独裁者』 は、ヒトラーのパロディーとナチス体制への風刺であった。チャップリンは関係する政治家や国家の名称を架空のものとしたが、ナチスの用語「人種」「ゲットー」「強制収容所」を明確に引用した。主役ヒンケル（ヒトラー）の演説は、創作された全く意味不明な言語「トメニア語」によるものである。しかし演説の攻撃的な口調、スタッカート、表情、ジェスチャーはまさしくヒトラーのものであり、その発言の残虐な内容と目的を推測させるものである。チャップリンの功績は、ナチスの言語スタイルの分析を、早期に行ったという点にある。

### 演劇
1973年からオーストリアの俳優、ヘルムート・クヴァルティンガーはアドルフ・ヒトラーの『我が闘争』の朗読を行い、録音が公開されている。